# 進徳冠

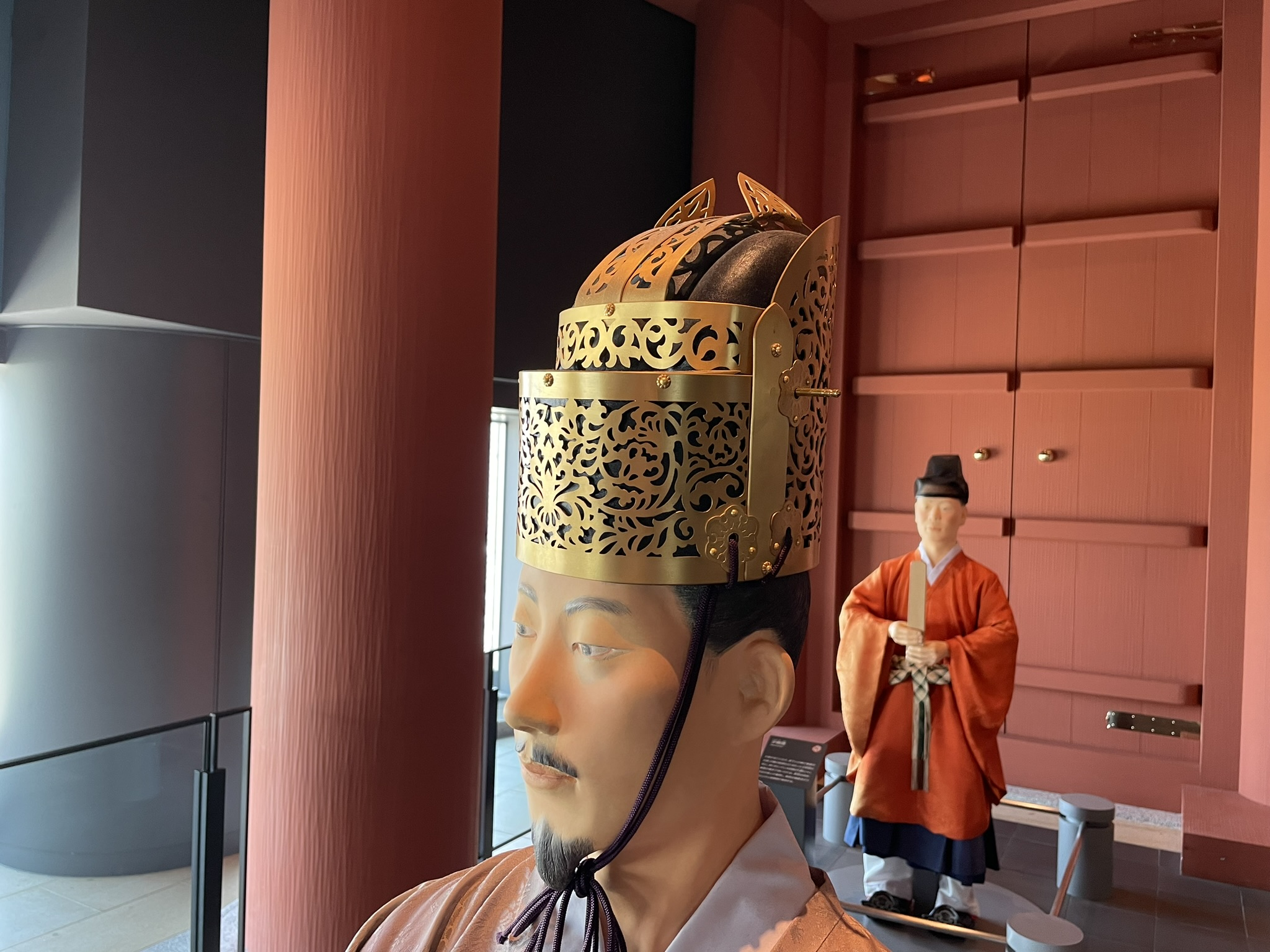
奈良時代の礼冠（復元）。中国の進徳冠をモデルに再現したもので、李勣墓出土品とほぼ同じ意匠である。

進徳冠（しんとくかん）は、中国の唐王朝時代の皇太子の冠の一種。のちに貴臣にも賜るようになった。
進徳冠は次代の天子になるべき太子の専用帽子であったとされる。『旧唐書』巻45輿服志に、「貞觀已後、又加弁服、進德冠之制（貞観巳後、又た弁服進徳冠の制を加う）」とあり、貞観後に、弁服とともに進徳冠が皇太子の服制に加えられた。
また、『冊府元亀』巻60、立制度に「（貞観）八年四月、帝初服翼善冠、賜貴臣進徳冠」とあるので、貞観8年（634年）から太宗（李世民）がはじめて翼善冠を着用するとともに、進徳冠を貴臣に与えるようになった。
長年進徳冠の形状は不明であったが、太宗が李勣に下賜した実物（三梁進徳冠）が、1971年に李勣墓から出土して判明した。形状は、薄い金銅で骨組みを作り、革を張り、さらにその上から花唐草文様に切り抜いた革を張って文様を浮き上がらせる。冠の前部は低く、後部は盛り上がり、頭頂部に金銅製の梁を取り付ける。冠の両側には穴の空いた鍍金の花弁が各3つ付き、1つは簪の穴、もう2つは組紐を通す穴と考えられている。後ろにも花弁が2つ付き、さらに方形の穴があり、ルーズリーフ式に冠の径が調節できるようになっている。